# 高橋裕二
高橋 裕二（たかはし ゆうじ、1978年10月1日 - ）は、岩手めんこいテレビのアナウンサー。

## 略歴
2001年4月に岩手めんこいテレビへ入社。2024年現在、同社のアナウンサーでは最年長であり、デスク業務にも従事している。
情報番組「ピンクのしっぽ」などを担当後、夕方の報道番組「mitスーパーニュース」に起用され、千葉絢子（現・県議会議員）とのコンビでメインキャスターを務める。
2011年、キャスターを後進に譲りデスク業務中心となった直後、東日本大震災が発生。郷里の宮古市など沿岸各地で取材に従事。その後、夕方の報道番組に復帰し（現在は「mit Live News」）現在に至る。
同社にはスポーツ実況ができるアナウンサーが少ないため、現在も春高バレーの時期には報道番組を欠席し実況・取材にあたるほか、全国大会の実況もこなしている。実績を買われ、
フジテレビが放送を行うバレーボールワールドカップ中継にも起用された。バスケットボールの実況も得意とする。
大学在学中からセンスを生かし、当時の流行であったいっこく堂の物真似（声が遅れる中継パターン）を披露していた。
フジテレビが関与した映画カンフーハッスルの日本語吹き替えに出演している。また古舘伊知郎のトークライブは欠かさず観に行っているという。

## 担当番組
現在
- mit Live News
- 春の高校バレー
- （オンラインサービス）バスケットLIVE

過去
- ピンクのしっぽ
- mitスーパーニュース
- mit みんなのニュース
- mitニュース
- はちきゅん（ナレーション）
- mitプライムニュース